# Jéke
Jéke est un village et une commune du comitat de Szabolcs-Szatmár-Bereg en Hongrie.
Il est mentionné pour la première fois en 1212.